# Edward Penfield
Edward Penfield (New York, 2 giugno 1866 – New York, 8 febbraio 1925) è stato un pittore, illustratore e pubblicitario statunitense.
Padre del manifesto moderno negli Stati Uniti. Con uno stile caratterizzato da disegni a vaste campiture scontornate su fondo chiaro e testo fortemente integrato con l'immagine, è considerato uno dei pionieri della grafica americana.
Originario di Brooklyn, studia arte nella città natale e intorno al 1890 prende lezioni di pittura dall'impressionista George de Forest Brush. Dal 1891 al 1901 è art director di importanti riviste quali Harper's, Harper's Bazaar e Harper's Weekly delle quali cura anche la pubblicità. I lavori per la Harper & Brothers rimarranno poi tra i più significativi della propria carriera.